# Dominic Cooper
Dominic Edward Cooper (Greenwich, Londres, 2 de junho de 1978), é um ator britânico de televisão, cinema, teatro e rádio. Seus maiores sucessos foram o filme Mamma Mia!, uma adaptação do famoso musical da Broadway e seu papel como Howard Stark no filme Captain America: The First Avenger e na série Marvel's Agent Carter. Atualmente protagoniza a série Preacher.

## Início da Vida
Dominic Cooper nasceu e cresceu em Greenwich, Londres, filho de Julie, uma professora de jardim de infância e de Brian Cooper, um leiloeiro. O seu bisavô, E.T. Heron, foi um conhecido entusiasta de cinema e fundador do jornal Kinematography Weekly, que foi publicado entre 1889 e 1971. Dominic frequentou a John Ball Primary School, a mesma escola que o ator Jude Law estudou, a Thomas Tallis School em Blackheath, e treinou na London Academy of Music and Dramatic Art (LAMDA) , graduando-se em 2000.

## Vida Pessoal
Em 2008, ele começou a namorar com a atriz Amanda Seyfried que conheceu nos sets de filmagem do filme Mamma Mia!, eles tiveram um desentendimento em 2010 e acabaram terminando, Cooper dividiu uma casa com seu amigo, co-estrela de The History Boys, o ator James Corden.
Esteve em um relacionamento sério com a atriz Ruth Negga.

## Carreira
Inicialmente, Cooper trabalhou na televisão e no cinema antes de realizar seu início no teatro na obra Mother Clap's Molly House no Royal National Theatre em 2001. Cooper participou da obra de de Alan Bennett, The History Boys desde a sua primeira leitura. Ele também excursionou com a produção para a Broadway, Sydney, Wellington e Hong Kong, além de aparecer nas adaptações radial e cinematográfica da obra. Cooper foi nomeado a um Drama Desk Award em 2006 por seu trabalho na obra. Ele teve papéis notáveis na adaptação da Royal National Theatre da trilogia Fronteiras do Universo, onde ele interpretou o personagem protagonista, Will Parry, a série de TV para a Down to Earth e Sense and Sensibility. Dominic Cooper trabalhou em vários filmes fazendo papéis pequenos, mas foi em Mamma Mia! que ele se tornou famoso, interpretando ao lado de atores renomados como Meryl Streep, Pierce Brosnan e Colin Firth, alem da sua ex namorada Amanda Seyfried. Ele tem uma boa participação em filmes como A Duquesa, onde ele aparece contracenando com Keira Knightley, e também no filme An Education. Em 2009, participou na peça Phedre, apresentada no National Theatre e onde trabalhou com Helen Mirren.
Em 2010, interpretou o baterista de uma banda de rock no filme Tamara Drewe e em 2011 protagonizou o filme biográfico The Devil's Double nos papéis de Latif Yahia e Uday Hussein. Nesse ano participou ainda no filme My Week With Marilyn no papel de Milton H. Greene. 2011 foi também o ano em que se juntou ao Universo Cinematográfico da Marvel ao interpretar o papel de Howard Stark no filme Captain America: The First Avenger. Dominic viria a retomar o papel em 2015 e em 2016 na série Agent Carter.
Em 2012, Dominic participou no filme Abraham Lincoln: Vampire Hunter no papel do vampiro Henry Sturges. Em 2014, interpretou o vilão em dois filmes: Need for Speed (Dino Brewster) e Dracula Untold (Mehmed). Ainda em 2014, interpretou o papel de Ian Fleming, o criador de James Bond na minissérie Fleming: The Man Who Would Be Bond. No ano seguinte, participou em dois filmes: Miss You Already e The Lady in the Van. Em 2016, o ator interpretou o papel de King Llane na adaptação ao cinema do jogo World of Warcraft,
Ainda em 2016, estreou a série Preacher, que Dominic protagoniza no papel de Jesse Custer. A série baseia-se na série de banda desenhada homónima da DC Comics que segue a história de um ex-pastor (Jesse Custer) que é possuído por uma entidade sobrenatural que lhe confere o poder de fazer com que qualquer pessoa o obedeça. Transmitida pelo canal AMC, a série foi desenvolvida por Evan Goldberg, Seth Rogen e Sam Catlin.

## Filmografia

### Cinema
| Ano  | Titulo Original                    | Titulo em Português                                                                    | Personagem               |
| ---- | ---------------------------------- | -------------------------------------------------------------------------------------- | ------------------------ |
| 2001 | From Hell                          | br: Do Inferno pt: A Verdadeira História de Jack, o Estripador                         | Policia #3               |
| 2001 | Anazapta                           |                                                                                        | Clerk                    |
| 2002 | The Final Curtain                  | br: O Campeão de Audiência pt: Campeão de Audiências                                   | Young Priest             |
| 2003 | Boudica                            | br: A Rainha da Era do Bronze pt: Boudica: A Rainha Guerreira                          |                          |
| 2003 | I'll Be There                      | br: Meu Maior Sucesso                                                                  | Namorado                 |
| 2005 | Breakfast On Pluto                 | br: Café da Manhã em Plutão pt: Breakfast on Pluto                                     | Squaddie at Disco        |
| 2006 | Starter For 10                     | br: Garoto Nota 10 pt: Concurso Viciado                                                | Spencer                  |
| 2006 | The History Boys                   | br: Fazendo História pt: A Turma da História                                           | Dakin                    |
| 2008 | The Duchess                        | br/pt: A Duquesa                                                                       | Grey                     |
| 2008 | Mamma Mia!                         | br/pt: Mamma Mia!                                                                      | Sky                      |
| 2008 | The Escapist                       | br: O Escapista pt: The Escapist - A Fuga                                              | Lacey                    |
| 2009 | Brief Interviews with Hideous Men  | pt: Breves Diálogos com Homens Horríveis                                               | Daniel                   |
| 2009 | An Education                       | br: Educação pt: Uma Outra Educação                                                    | Danny                    |
| 2010 | Tamara Drewe                       | br: A Volta de Tamara pt: Tamara Drewe                                                 | Ben Sergeant             |
| 2011 | The Devil’s Double                 | br: O Dublê do Diabo pt: A Dupla Pele do Diabo                                         | Latif Yahia/Uday Hussein |
| 2011 | Captain America: The First Avenger | br/pt: Capitão America: O Primeiro Vingador                                            | Howard Stark             |
| 2011 | My Week With Marilyn               | br: Sete Dias Com Marilyn pt: A Minha Semana Com Marilyn                               | Milton Greene            |
| 2012 | Abraham Lincoln: Vampire Hunter    | br: Abraham Lincoln - Caçador de Vampiros pt: Diário Secreto de um Caçador de Vampiros | Henry Sturges            |
| 2013 | Reasonable Doubt                   | br: Um Álibi Perfeito pt: O Álibi Perfeito                                             | Mitch Brockden           |
| 2013 | Summer in February                 | br/pt: A Arte da Paixão                                                                | Alfred Munnings          |
| 2014 | Need for Speed                     | br/pt: Need for Speed - O Filme                                                        | Dino Brewster            |
| 2014 | Dracula Untold                     | br: Drácula - A História Nunca Contada pt: Drácula: A História Desconhecida            | Mehmed                   |
| 2015 | Miss You Already                   | br: Já Estou Com Saudades pt: Já Sinto a Tua Falta                                     | Kit                      |
| 2015 | The Lady in the Van                | br: A Senhora da Van pt: A Senhora da Furgoneta                                        | Actor                    |
| 2016 | Warcraft                           | br/pt: Warcraft: O Primeiro Encontro de Dois Mundos                                    | Rei Llane                |
| 2017 | Stratton                           | br/pt: Stratton - Forças Especiais                                                     | John Stratton            |
| 2018 | Mamma Mia! Here We Go Again        | br: Mamma Mia! Lá Vamos Nós De Novo pt: Mamma Mia! Here We Go Again                    | Sky                      |

### Televisão
| Ano       | Titulo                             | Papel           | Notas                       |
| --------- | ---------------------------------- | --------------- | --------------------------- |
| 2001      | The Infinite Worlds of H. G. Wells | Sidney Davidson | Episódio: "Davidson's Eyes" |
| 2001      | Band of Brothers                   | Allington       | Episódio: "Currahee"        |
| 2003      | Sparkling Cyanide                  | Andy Hoffman    | Telefilme                   |
| 2004      | Down To Earth                      | Danny Wood      | Episode: "First Love"       |
| 2008      | Sense and Sensibility              | Mr. Willoughby  | 3 episódios                 |
| 2008      | God on Trial                       | Moche           | Telefilme                   |
| 2014      | Fleming: The Man Who Would Be Bond | Ian Fleming     | Minissérie                  |
| 2015–16   | Agent Carter                       | Howard Stark    | 5 episódios                 |
| 2016–2019 | Preacher                           | Jesse Custer    | Protagonista                |